# Kanał Notecki
Kanał Notecki – droga wodna obejmująca skanalizowany bieg rzeki Noteć na północ od Jeziora Szarlej oraz skrót omijający Jezioro Pakoskie do Pakości.